# Библиография Джека Лондона

## Романы
- Дочь снегов (1902)
- Письма Кэмптона — Уэсу (опубликован в 1903 году)
- Морской волк (1904)
- Железная пята (1908)
- Мартин Иден (опубликован в 1909 году)
- Время-не-ждет (1910)
- Приключение (1911)
- Лунная долина (опубликован в 1913 году)
- Мятеж на Эльсиноре (1914)
- Маленькая хозяйка большого дома (1915)
- Межзвездный скиталец (опубликован в 1915 году)
- Сердца трех (опубликован в 1920 году)

## Повести
- Путешествие на «Ослепительном» (1902)
- Зов предков (1903)
- Игра (опубликована в 1905 году)
- Белый клык (1906)
- До Адама (1907)
- Путешествие на «Снарке» (опубликована в 1911 году)
- Алая чума (1912)
- Джон Ячменное Зерно (1913)

## Рассказы
- Белое безмолвие (1899)
- За тех, кто в пути! (1899)
- На сороковой миле (1899)
- В далеком краю (1899)
- Мужество женщины (1899)
- Осколок третичной эпохи (1900)
- Человек со шрамом (1900)
- Там, где расходятся пути (1900)
- Закон жизни (1900)
- В дебрях Севера (1901)
- Великий кудесник (1901)
- Пришельцы из Солнечной Страны (1901)
- Киш, сын Киша (1901)
- Светлокожая Ли Ван (1901)
- Лига стариков (1901)
- Нам-Бок — лжец (1902)
- Болезнь Одинокого Вождя (1902)
- Смерть Лигуна (1902)
- Луннолицый (1902)
- Тысяча дюжин (1903)
- Костер (опубликован в 1902 и 1908 годах)
- Сказание о Кише (1904)
- Золотой каньон (1905)
- Любовь к жизни (1905)
- Тропой ложных солнц (1905)
- Бурый волк (1906)
- Отступник (1906)
- «Сцапали» (1907)
- Меченый (1908)
- Враг всего мира (1908)
- «Алоха Оэ» (1908)
- Мауки (1908)
- Зуб кашалота (1908)
- Страшные Соломоновы острова (1908)
- Язычник (1908)
- Неукротимый белый человек (1908)
- Дом Мапуи (1909)
- Кулау-прокаженный (1909)
- Прощай, Джек! (1909)
- Потомок Мак-Коя (1909)
- Когда мир был юным (1910)
- Шутка Порпортука (1910)
- Страшные Соломоновы острова (1910)
- Польза сомнения (1910)
- Убить человека (1910)
- «Ату их, ату!» (1910)
- Мексиканец (1911)

## Сборники рассказов
- Сын волка (1900)
- Бог его отцов (1902)
- Дети мороза (1902)
- Лунный лик (1902)
- Любовь к жизни (1905)
- Дорога (1907)
- Потерянный лик (1910)
- Когда боги смеются (1911)
- Сказки южных морей (1911)
- Смок и Малыш (1911)
- Смок Беллью (1912)
- Храм гордыни (1912)
- Рожденная в ночи (1913)
- Вера в человека (1914)
- Красное божество (1918)
- Голландская доблесть (1923)